# Henry Spencer Palmer
Pour les articles homonymes, voir Palmer.
Le major-général Henry Spencer Palmer, né le 30 avril 1838 à Bangalore et décédé de la fièvre typhoïde à l'âge de 54 ans le 10 février 1893 à Tokyo, est un ingénieur et géomètre britannique qui est conseiller étranger au Japon pendant l'ère Meiji. Il contribue notamment à développer le port de Yokohama.

## Biographie

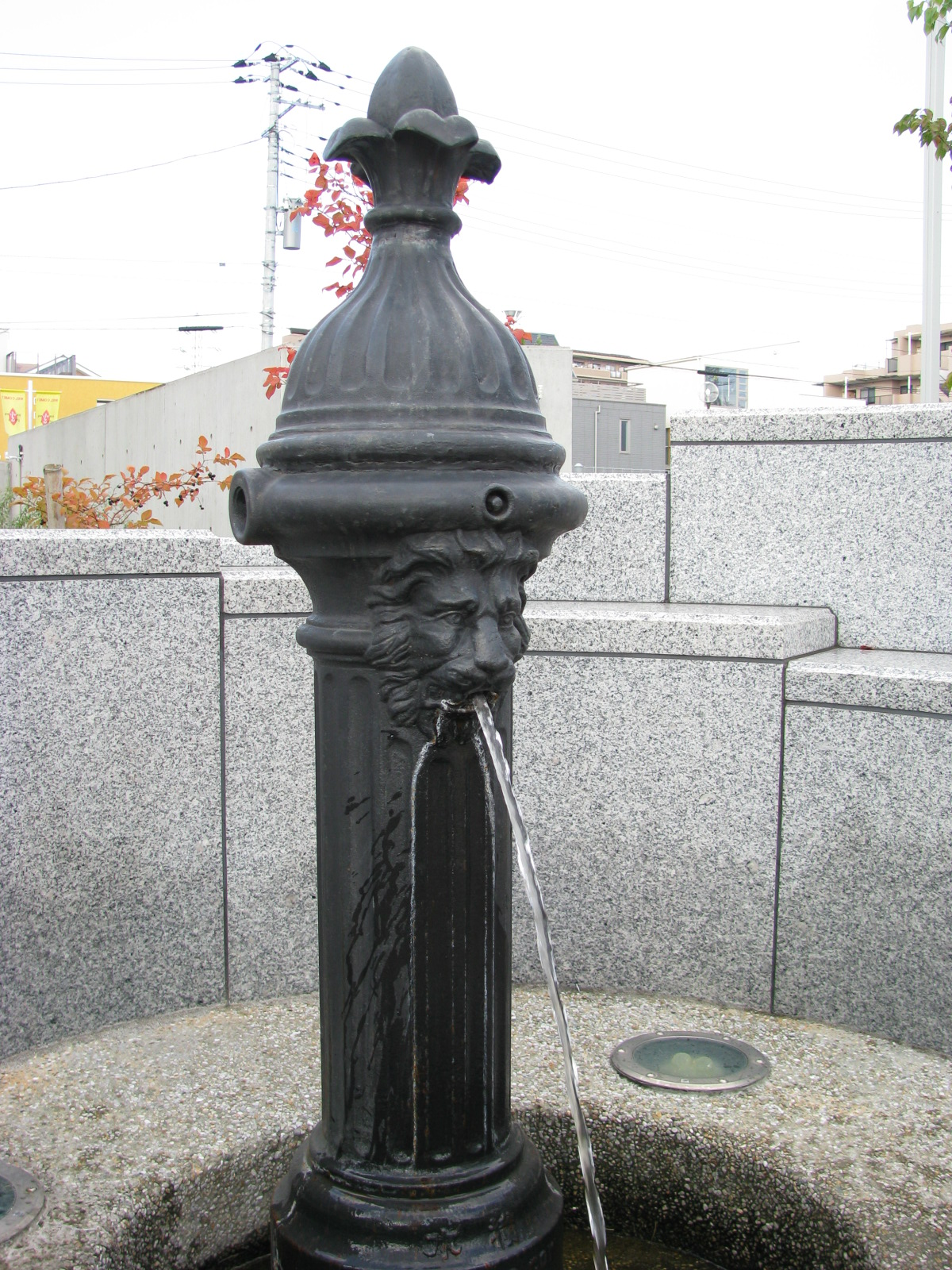
Palmer est chargé de construire l'arrivée d'eau à Yokohama. Ce robinet publique date de cette période.

Palmer est né en Inde britannique à Bangalore en 1838 d'un père militaire, colonel dans le régiment de Madras. Il suit une scolarité en Angleterre dans des écoles privées à Bath et il est admis à l'académie royale militaire de Woolwich en janvier 1856. En décembre, il devient lieutenant dans le corps des Royal Engineers ("Ingénieurs royaux") et étudie une année à Chatham dans le Kent. En octobre 1858, il est assigné en Colombie-Britannique au Canada pour une mission topographique. En plus de sa participation à plusieurs autres missions, il aménage des sentiers, supervise la construction de routes et inspecte des chantiers. Il est félicité pour son travail et, durant son séjour au Canada, réalise des articles sur la Colombie-Britannique pour la Royal Geographical Society de Londres. En novembre 1863, un mois après leur mariage, lui et sa femme de 15 ans, une Canadienne appelée Mary Jane Pearson (17 janvier 1848 - 10 janvier 1934), la fille d'un archidiacre local, partent pour l'Angleterre.
De 1864 à 1874, Palmer travaille pour l’Ordnance Survey (« Service cartographique de l'État »). Palmer est bien connu comme militaire mais aussi comme scientifique. À partir de 1874, il est affecté à différents postes tels que géomètre, ingénieur civil et astronome en Nouvelle-Zélande, à la Barbade, à Hong Kong et au Japon. Avant d'arriver dans ce dernier pays, lui et sa femme divorcent. Elle retourne dans sa Colombie-Britannique natale où elle vit pendant tout le reste de sa vie.
Après sa retraite des ingénieurs royaux en 1887, il s'installe au Japon, ouvre un bureau d'ingénieur à Yokohama, puis est embauché par le gouvernement japonais pour développer le port de la ville et construire un réseau d'arrivée d'eau. Il réalise fréquemment des articles pour le Japan Times, le Japan Weekly Mail et d'autres journaux et périodiques, et est également correspondant pour le Times de Londres. Il réalise également un guide du Japon abondamment illustré, Letters from the Land of the Rising Sun.
Vers 1890, il se remarie avec une Japonaise appelée Uta Saito qui lui donne une fille.
Après sa mort en 1893 dû à la fièvre typhoïde, il est enterré au cimetière d'Aoyama à Tokyo.
Un buste en bronze de Palmer est installé en 1987 à Yokohama. Les archives de la ville organisèrent une exposition spéciale la même année en son honneur.